# Zentralstadion Tiflis
Das Zentralstadion (georgisch ცენტრალური სტადიონი), eigentlich Lawrenti-Beria-Dinamo-Stadion (georgisch ლავრენტი ბერიას სახელობის დინამოს სტადიონი), war ein Fußballstadion in Tiflis. Es war das erste große Stadion in Georgien und stand an der Stelle des heutigen Boris-Paitschadse-Stadions. Das Zentralstadion Tiflis war die Heimspielstätte des Vereins Dinamo Tiflis. Es wurde von 1932 bis 1935 vom Architekten Artschil Kurdiani sowohl projektiert als auch errichtet und wird als eines der besten Beispiele der georgischen Architektur dieser Epoche angesehen.
Das ursprüngliche Zentralstadion bot Platz für 23.000 Zuschauer. Um diese Anzahl zu vergrößern, wurden im Jahre 1956 wieder von Artschil Kurdiani Metallkonstruktionen hinzugefügt. So fasste das erweiterte Stadion 35.000 Plätze für die Zuschauer.
In den 1960er und 1970er Jahren wurde von Artschil Kurdiani, Gia Kurdiani und vom Konstruktor Schalwa Gasaschwili ein neues Stadion geplant. Dieses Projekt wurde vom Architekten Gia Kurdiani realisiert. Das ältere, architektonisch reiche Gebäude wurde abgerissen und ein neues Stadion errichtet, das heute unter dem Namen Boris-Paitschadse-Dinamo-Arena bekannt ist. Es wurde am 29. September 1976 als Wladimir-Iljitsch-Lenin-Stadion mit einem Spiel im Europapokal der Pokalsieger 1976/77 gegen Cardiff City eröffnet.